# Panicum torridum
Panicum torridum är en gräsart som beskrevs av Charles Gaudichaud-Beaupré. Panicum torridum ingår i släktet vipphirser, och familjen gräs. Inga underarter finns listade i Catalogue of Life.

## Bildgalleri

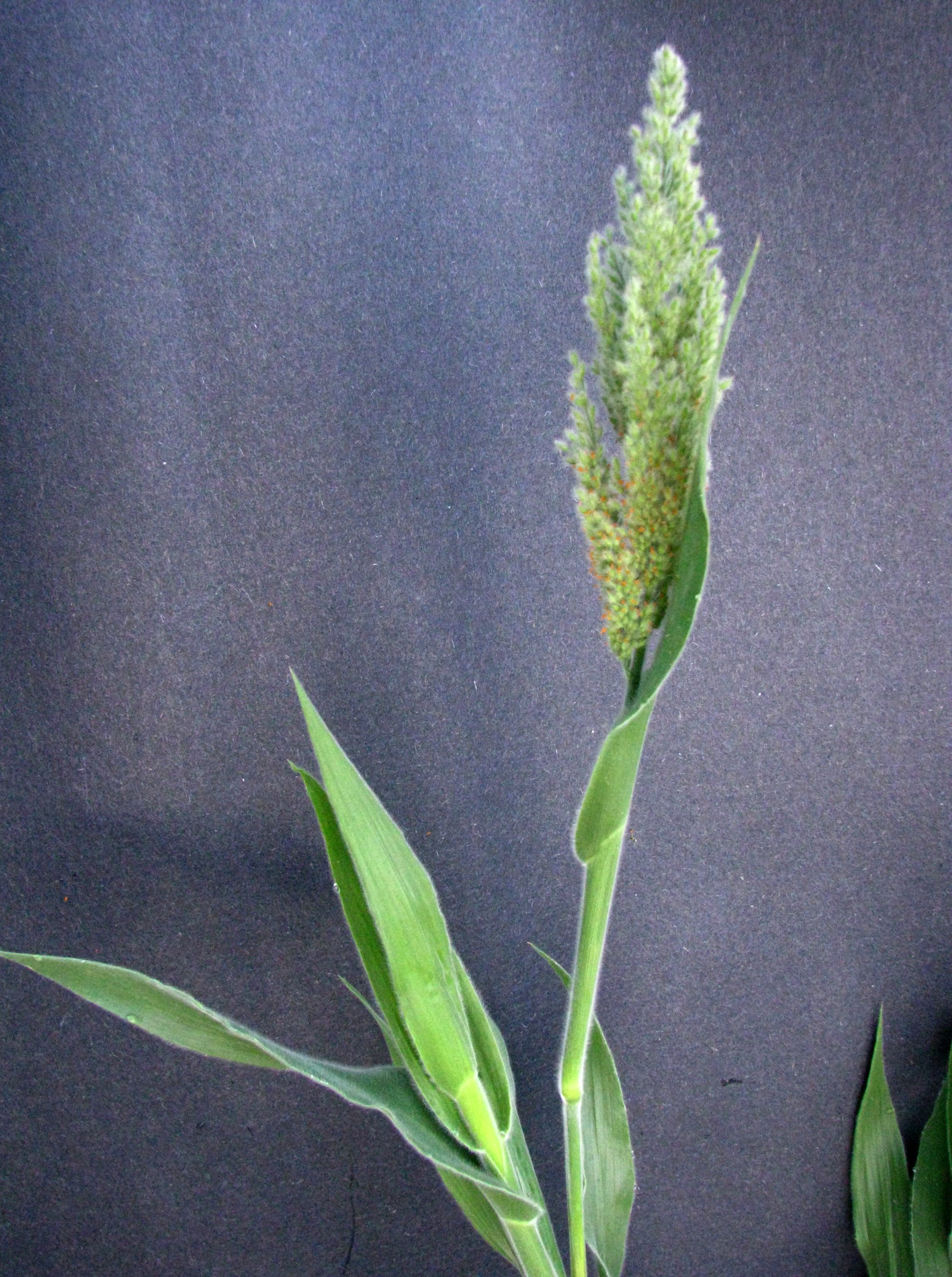
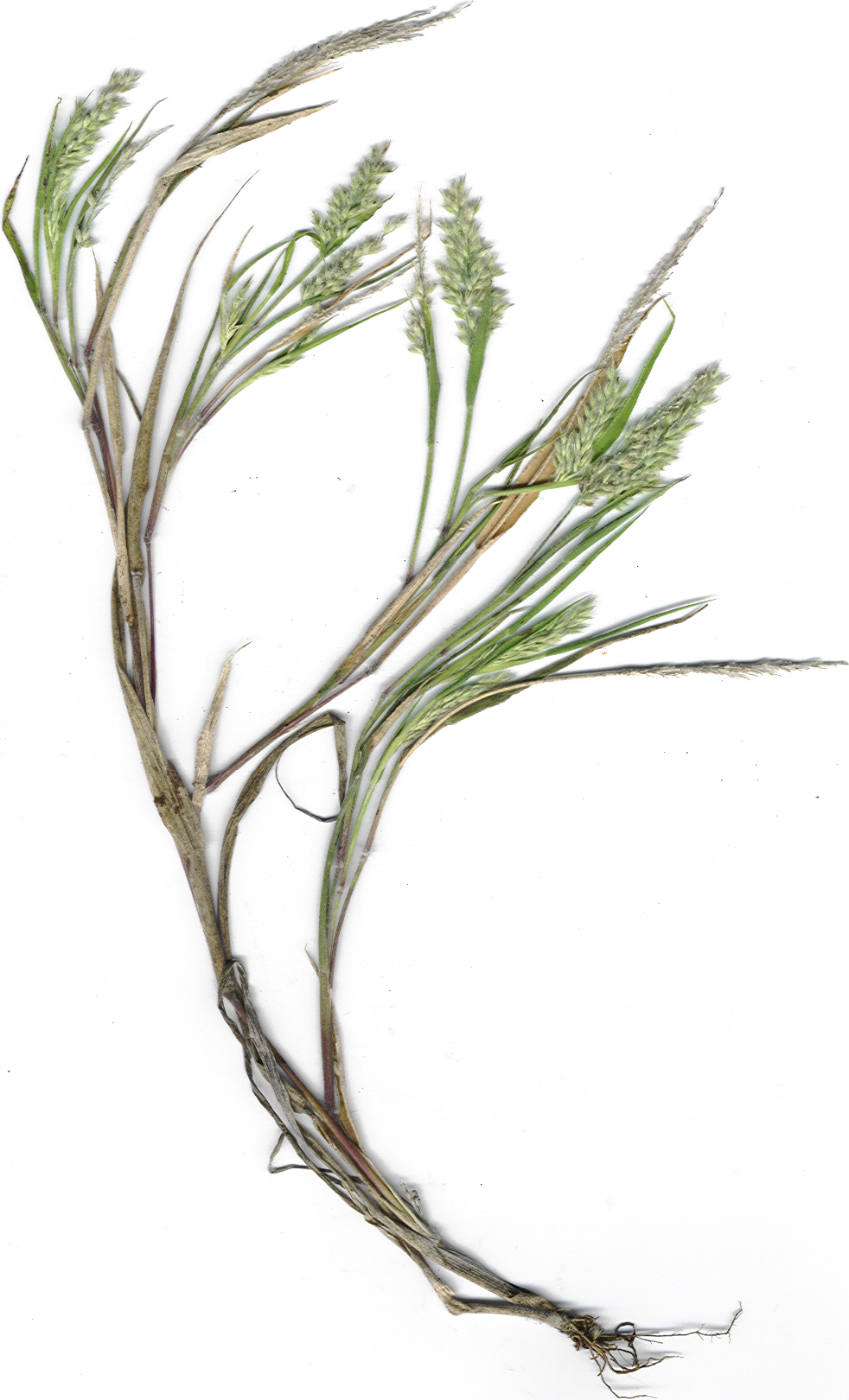
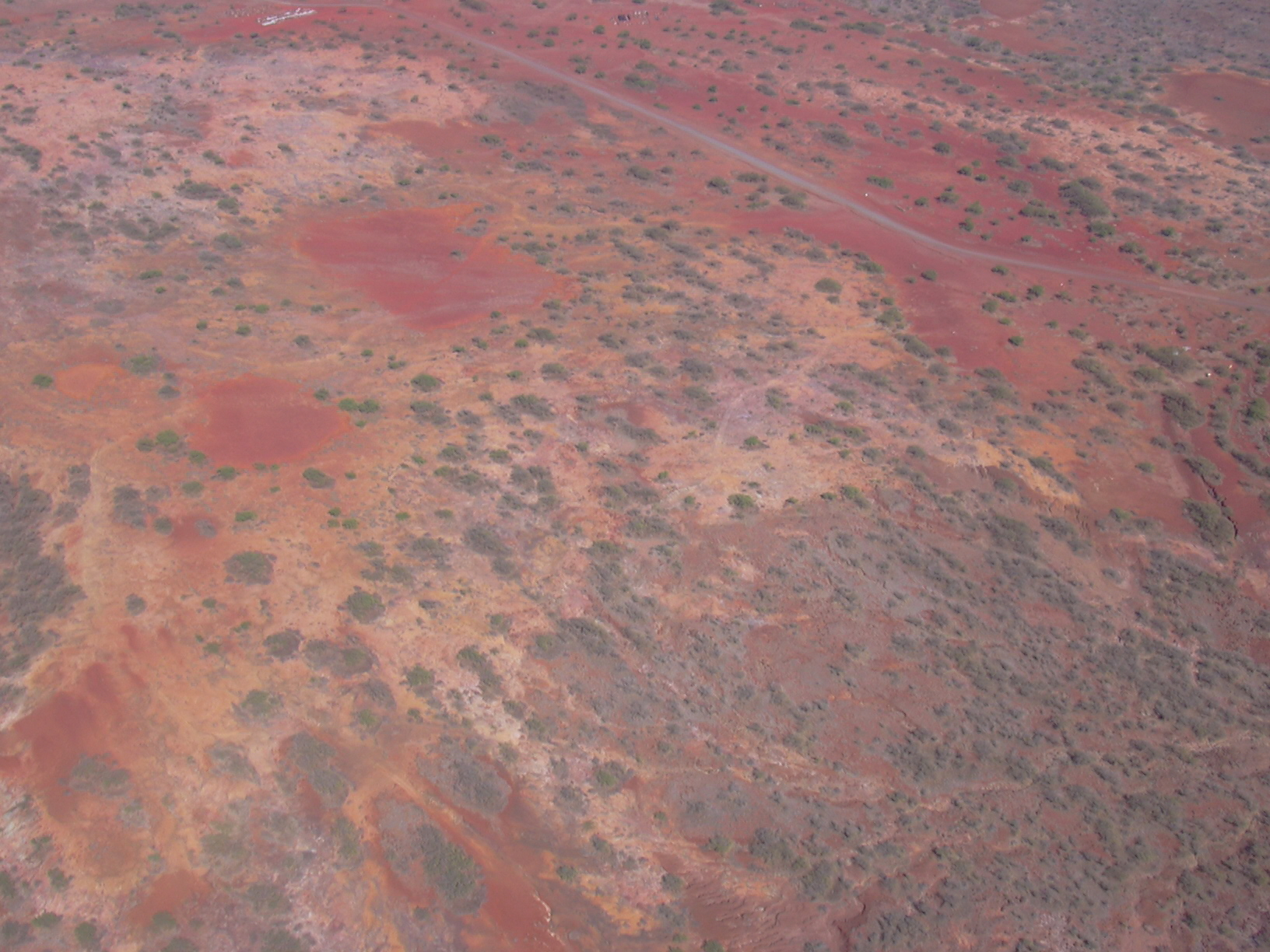
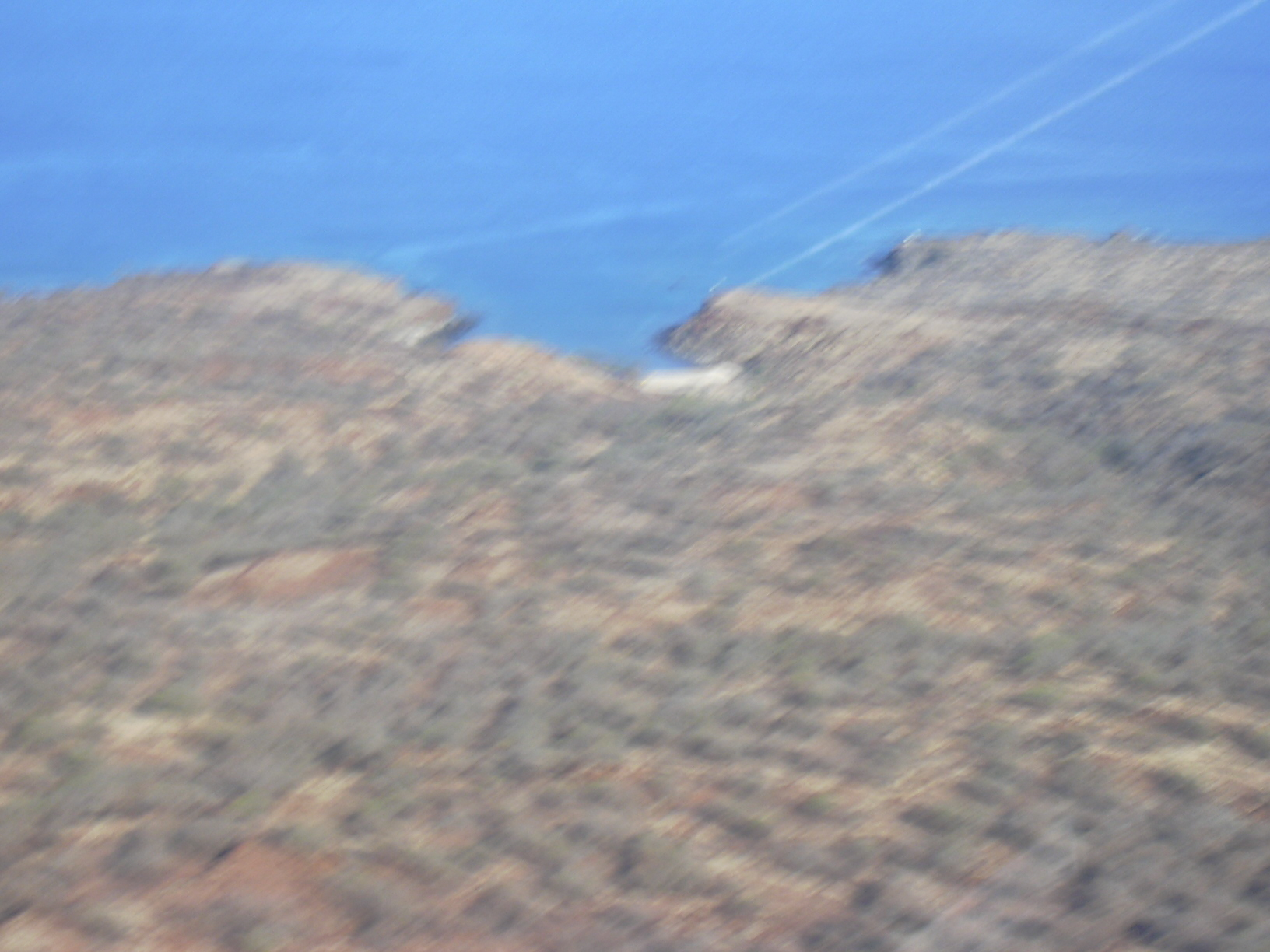